# Marija Javoršek
Marija (Mija) Javoršek (rojena Kiauta), slovenska prevajalka in leksikografinja, * 26. januar 1939, Ljubljana, † 11. februar 2024.
Izhaja iz družine, tesno povezane s književnostjo. Njena mati je bila klasična filologinja, oče pa pravnik, ki se s poezijo ni poklicno ukvarjal, a jo je imel zelo rad. Na Filozofski fakulteti v Ljubljani je leta 1961 končala študij francoščine in italijanščine. Od leta 1958 do 1997 je bila zaposlena  kot višja knjižničarka v Narodni in univerzitetni knjižnici in na Slovenski akademiji znanosti in umetnosti, mdr. kot tajnica v Kabinetu Josipa Vidmarja. Sestavila je več priročnih slovarjev ter prevajala francoske dramske, lirske in pripovedne zvrsti. Prevajanja se je prvič lotila na pobudo svojega soproga, Jožeta Javorška, ko je ta za navedbo potreboval nekaj odlomkov iz Molièra. Takrat je ugotovila, da jo prevajanje veseli. Povečini se je lotevala prevajanja del, ki se ji zdijo zanimiva, in je šele po končanem delu iskala založnika. V njenem izjemnem prevajalskem opusu so med drugim: srednjeveški ep Pesem o Rolandu, pesmi Marie de France, Heptameron Margerite Navarske, La Fontainove Basni, Molièrovega Ljudomrzneža, Corneillevega Cida, celotno zbirko Rože zla Charlesa Baudelaira, roman Opus nigrum pisateljice Marguerite Yourcenar in pesniški cikel Jeana Geneta Mrtvaška koračnica. Za prevod zbranih dram Jeana Racina je leta 1995 prejela Sovretovo nagrado, leta 2013 pa je za prevajalsko delo dobila še nagrado Prešernovega sklada.